# مارسل هنری جاسپر
مارسل هنری جاسپر (انگلیسی: Marcel-Henri Jaspar; ۲۳ ژوئن ۱۹۰۱ – ۱۴ مهٔ ۱۹۸۲) سیاست‌مدار اهل بلژیک بود.